# Движение 30 сентября
Движе́ние 30 сентября́ (индон. Gerakan 30 September, также известна под сокращёнными названиями индон. G30S, индон. Gestapu (от индон. Gerakan September Tiga Puluh — Движение 30 сентября)) — организация, состоявшая из прокоммунистически настроенных офицеров Национальной армии Индонезии, под руководством которой в Индонезии была совершена неудачная попытка государственного переворота в ночь с 30 сентября на 1 октября 1965 года. Мятежниками было организовано убийство шестерых генералов — членов Генерального штаба индонезийской армии; им удалось захватить джакартскую радиостанцию, которая передала сообщение о смещении президента Сукарно и переходе всей полноты власти к Революционному совету. Однако ко 2 октября мятеж был полностью подавлен.

## Предыстория
Весной 1965 года президент Индонезии Сукарно получил донесение политической разведки о том, что в высшем генералитете зреет заговор «Совета генералов» с целью сместить его с поста. Для защиты президента была создана группа «прогрессивных офицеров» во главе с командиром 1-го батальона личной охраны президента подполковником Унтунгом, получившая впоследствии название «Движение 30 сентября». В конце сентября поступила информация, что «Совет генералов» намерен воспользоваться ухудшением здоровья Сукарно и перейти в наступление.

## Начало мятежа. Убийство мятежниками шестерых членов высшего армейского руководства

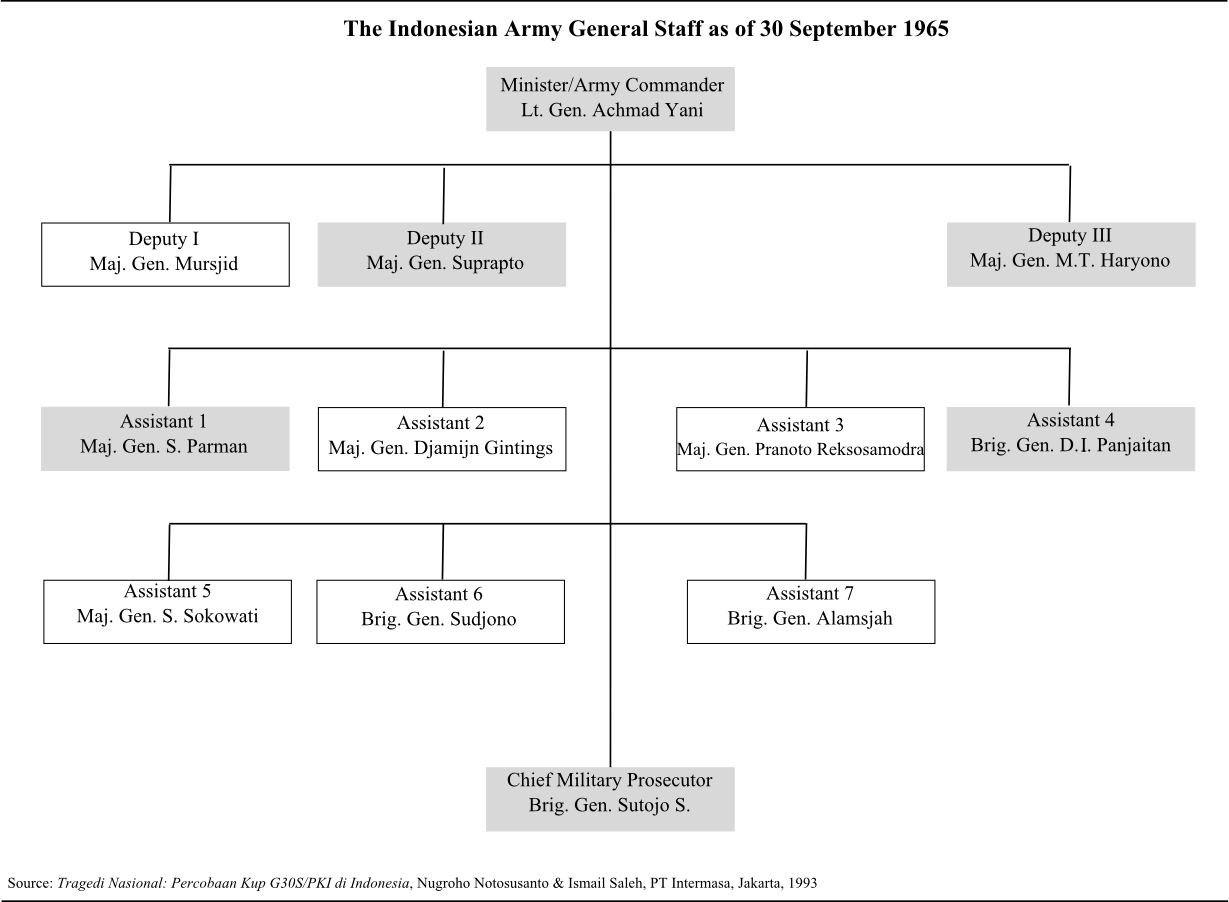
Схема, показывающая структуру Генерального штаба Сухопутных войск Индонезии на сентябрь 1965 года. Серым цветом выделены имена генералов, расстрелянных мятежниками

В ночь с 30 сентября на 1 октября 1965 года в 3:15 верные президенту офицеры решили предупредить заговор.
Семь подразделений индонезийской армии, руководимых «Движением 30 сентября», в том числе полка президентской охраны «Чакрабирава» (индон. Tjakrabirawa, Cakrabirawa), дивизии Дипонегоро (индон. Diponegoro, была расквартирована в Центральной Яве) и армии Бравиджая (индон. Brawijaya, была расквартирована в Восточной Яве), направились на грузовиках и автобусах к военной авиабазе Халим Перданакусума (индон. Halim Perdanakusuma). Мятежниками были убиты шесть генералов — членов индонезийского Генштаба. Трое из них (министр обороны и верховный главнокомандующий генерал-лейтенант Ахмад Яни, генерал-майор Мас Тиртодармо Харьоно и бригадный генерал Дональд Панджаитан) были убиты в своих домах при попытке похищения, ещё троих (генерал-майор Супрапто, генерал-майор Сисвондо Парман и бригадный генерал Сутойо Сисвомихарджо) удалось захватить живыми.
Мятежникам не удалось похитить министра-координатора по вопросам обороны и безопасности, начальника штаба армии генерал-лейтенанта Абдула Хариса Насутиона, которому удалось укрыться в саду посольства Ирака. Вместо Насутиона был по ошибке захвачен и убит его адъютант, старший лейтенант Пьер Тендеан; пятилетняя старшая дочь Насутиона, Аде Ирма Сурьяни (индон. Ade Irma Suryani Nasution) была ранена и умерла 6 октября. Похищённые генералы и тела их мёртвых сослуживцев привезли в предместье Джакарты Лубанг Буайя (индон. Lubang Buaya — буквально крокодилья яма), недалеко от авиабазы Халим, где все похищенные были расстреляны, а их тела, вместе с телами ранее убитых, сброшены в яму.
Руководство Коммунистической партии Индонезии (КПИ) поддержало «Движение 30 сентября», не пытаясь, однако, обращаться к народу за поддержкой и ограничившись направлением своих представителей в оперативную группу Движения, где те действовали от имени партии, что создавало впечатление о причастности коммунистов к организации и руководству путчем.

## Действия мятежников в Джакарте

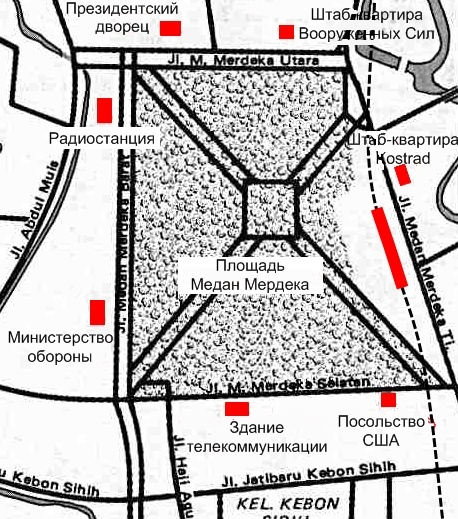
Карта площади Медан Мердека на 30 сентября 1965 года.

Ранним утром 1 октября два батальона мятежников (454-й батальон дивизии Дипонегоро и 530-й батальон дивизии Силиванги) вступили в Джакарту. Они заняли с трёх сторон центральную площадь столицы — Медан Мердека, парк вокруг Национального монумента, а также ряд зданий, расположенных на площади, в том числе здание Радио Республики Индонезии (индон. Radio Republik Indonesia). Мятежниками не была занята восточная сторона площади, на которой находилась штаб-квартира Командования стратегического резерва Сухопутных войск (Кострад), которым командовал в то время генерал-майор Сухарто. Примерно в то же время на авиабазу Халим направились лидер Коммунистической партии Индонезии (КПИ) Дипа Айдит и вице-маршал авиации, командующий ВВС Омар Дани, что позже стало основанием для их обвинения в причастности к «Движению 30 сентября».
После семичасового выпуска новостей, от имени «Движения 30 сентября» выступил один из его лидеров — подполковник Унтунг Шамсури, командующий полком Чакрабирава. В своём радиообращении Унтунг заявил, что «Движение 30 сентября» установило свой контроль над ключевыми объектами в Джакарте, чтобы предотвратить попытку государственного переворота, которая планировалась правой военной организацией «Совет генералов» (индон. Dewan Jenderal) при поддержке Центрального разведывательного управления США. По словам Унтунга, переворот должен был произойти 5 октября, в так называемый «День вооружённых сил». Было объявлено, что действия «Движения 30 сентября» направлены на защиту президента Сукарно, который находится на авиабазе Халим под защитой военных. Позже Сукарно подтвердил своё нахождение на авиабазе Халим в тот день, добавив, что находился там для того, чтобы в случае неблагоприятного для него развития событий иметь возможность покинуть Джакарту на самолёте. В течение дня 1 октября вышло ещё несколько радиообращений «Движения 30 сентября», в которых, в частности, был оглашён полный состав «Движения», в которое входили 45 человек, и решение об отмене в армии всех воинских званий выше подполковника.

## Поражение «Движения 30 сентября» в Джакарте

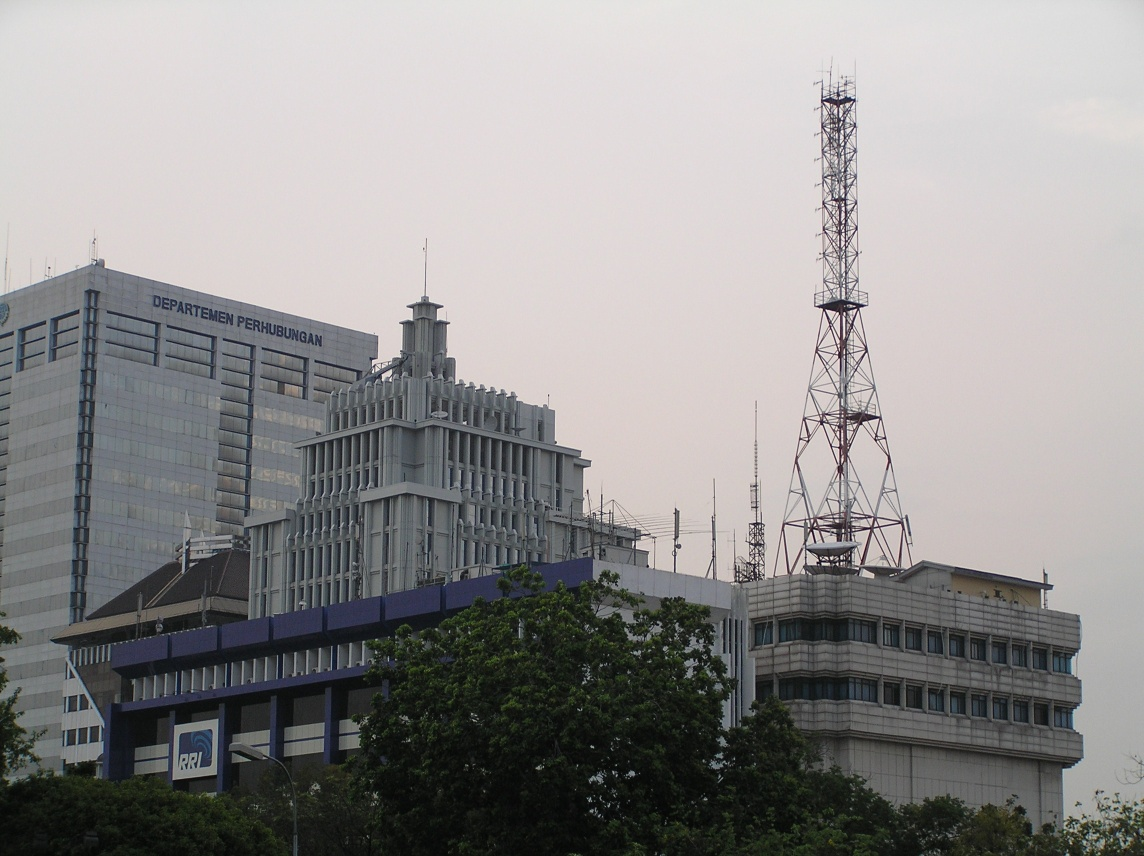
Здание Радио Республики Индонезии на площади Медан Мердека. Современный вид

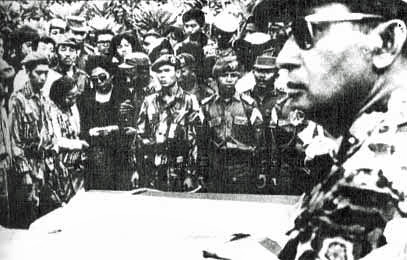
Генерал-майор Сухарто (справа, на переднем плане) на похоронах генералов, убитых по приказу лидеров «Движения 30 сентября». 5 октября 1965 года

В 5:30 Сухарто был разбужен своим соседом, который сообщил ему об убийстве его сослуживцев. Сухарто направился в Кострад, где потребовал, чтобы его соединили с главнокомандующими родов войск. Ему удалось связаться с главнокомандующими военно-морскими силами и полицией, однако его попытка связаться с Ахмадом Яни окончилась неудачей. После этого Сухарто объявил, что берёт командование армией на себя и отдал приказ войскам возвращаться в казармы.
Из-за просчётов в планировании операции лидеры Движения 30 сентября не смогли сполна обеспечить войска, выведенные на площадь Медан Мердека, провизией, из-за чего солдаты начали страдать от голода и жажды. При этом солдаты не знали об истинных целях Движения — им сказали, что войска введены в столицу для охраны президента Сукарно. К полудню Сухарто удалось убедить оба батальона на площади Медан Мердека сдаться. Сначала прекратил сопротивление батальон армии Бравиджая, который вошёл в здание штаб-квартиры Кострад, затем — батальон дивизии Дипонегоро, отошедший к авиабазе Халим. Вскоре также было очищено от мятежников, во главе с Утунгом Шамсури, здание радиостанции — Сухарто предъявил мятежникам ультиматум, после которого Унтунг предпочёл прекратить сопротивление. К 19 часам 1 октября силы Национальной армии Индонезии, подчиняющиеся Сухарто, установили свой контроль над всеми объектами столицы, которые были захвачены мятежниками.
В 21 час генерал Насутион выступил по радио, объявив, что берёт на себя командования армией и обязуется сделать всё возможное для окончательной победы над мятежниками и защиты президента Сукарно. Насутион предъявил мятежникам на авиабазе Халим ультиматум, потребовав от них немедленно прекратить сопротивление; вскоре после этого президент Сукарно покинул Халим и направился в свою резиденцию в Богоре.
После оглашения ультиматума большинство мятежников бежало с авиабазы Халим, оставшиеся утром 2 октября оказали сопротивление правительственным войскам, однако оно было быстро подавлено. Ещё до перехода базы под контроль правительственных войск, её покинули Дипа Айдит, вылетевший в Джокьякарту, и Омар Дани, вылетевший в Мадиун.
4 октября тела всех семерых убитых были извлечены из колодца, в который они были брошены на Лубанг Буайя. Они были похоронены в государственном захоронении 5 октября, в День вооруженных сил.
1 марта 1966 года под давлением высшего армейского командования президент Сукарно подписал приказ «О принятии мер для обеспечения порядка, личной безопасности главы государства и стабильности управления», которым передал «повседневное» руководство страной генералу Сухарто. Окончательное смещение Сукарно с поста президента произошло в марте 1967 года.

## События на Центральной Яве
Утром 1 октября, вскоре после радиообращения Унтунга, пять из семи подразделений, входивших в дивизию Дипонегоро, перешли под контроль «Движения 30 сентября». Мэр города Суракарта, член Коммунистической партии, выступил в поддержку «Движения». В Джокьякарте повстанцы, во главе с майором Мулджоно (индон. Muljono), похитили и позже убили командующего военным округом Центральной Явы бригадного генерала Катамсо (индон. Katamso) и руководителя его администрации подполковника Сугиджоно (индон. Sugijono). Однако, после получения известия о поражении «Движения 30 сентября» в Джакарте, большинство мятежников в Центральной Яве сложили оружие.

## Антикоммунистическая кампания

Антикоммунистическая литература, вышедшая в середине 1960-х годов. Заголовки: 1. 40 дней поражению «Движения 30 сентября»; 2. «Движение 30 сентября» — попытка захвата власти; 3. Годовщина Лубанг-Буайя; 4. Попытка переворота в Индонезии, совершенная «Движением 30 сентября»; 5. Решающие мгновения: Предательство и подрывная деятельность «Движения 30 сентября»; 6. Клевета как средство КПИ в борьбе за власть; 7. Газета «Огонь»: Сокрушим НЕКОЛИМ (неоколониализм, колониализм и империализм) «Движения 30 сентября»; 8. Террор при государственном перевороте «Движения 30 сентября»

Вскоре после поражения Движения 30 сентября высшее армейское командование во главе с Сухарто обвинило в попытке государственного переворота Коммунистическую партию Индонезии. По всей стране начались массовые антикоммунистические демонстрации, во многих районах (в частности, в Ачехе, Центральной и Восточной Яве) вскоре переросшие в массовые убийства коммунистов. В Семаранге беспорядки достигли такой силы, что Сухарто был вынужден послать в город десантное спецподразделение RPKAD под командованием полковника Сарво Эдди; ко времени прибытия десантников в город местные жители сожгли дотла здание семарангского отделения КПИ.
Однако военные чаще всего не пытались предотвратить убийства, а сами активно участвовали в расправах над коммунистами и всеми, кого подозревали в симпатиях к коммунистическим идеям. Вместе с армией в убийствах принимали участия формирования мусульманского Координационного центра (организатор — предприниматель и мусульманский активист Субхан ЗЭ), боевики движения Молодёжь Панчасила (лидер — меданский криминальный авторитет Эффенди Насутион), студенты-мусульмане HMI и PII, студенты-католики PMKRI, члены студенческого союза КАМИ (создан на основе подпольных групп KASBUL иезуита Йоопа Бека, председатель — студент-социолог и католический активист Космас Батубара), союза школьников КАППИ (лидеры Джулиус Усман, Хусни Тамрин), другие антикоммунистические группы.
Общее число погибших в ходе антикоммунистической кампании 1965—1966 годов, по разным оценкам, составляет от 78 000 до миллиона человек. Среди погибших — многие лидеры индонезийской компартии, в том числе Дипа Айдит, расстрелянный военными 25 ноября 1965 года. В 1960—1990-х годах в концлагерях Индонезии находилось до 2 млн человек одновременно, многие из которых были арестованы после событий 30 сентября.

## Версии событий

### Попытка коммунистического переворота
Во время президентства Сухарто в официальной пропаганде неоднократно подчёркивалось, что попытка государственного переворота в октябре 1965 года была организована коммунистами, желавшими свергнуть законного президента Сукарно и превратить Индонезию в коммунистическое государство; в это время «Движение 30 сентября» часто обозначалось аббревиатурой G30S/PKI (Движение 30 сентября/Коммунистическая партия Индонезии). Для доказательства правильности официальной позиции правительства в прессе перепечатывались публикации органов КПИ, например, газеты «Хариан ракьят» (индон. Harian rakjat) — «Народ сегодня»), в которых выражалась поддержка «Движению 30 сентября». Позже в индонезийской историографии получила распространение версия, что Унтунг Шамсури и другие лидеры «Движения» на самом деле контролировались «специальным бюро» КПИ, которое подчинялось лично Дипе Айдиту. Эта версия основывалась на показаниях предполагаемого главы специального бюро, индонезийского коммуниста Камарузаман Шам, который дал их в 1967 году на процессе над руководителями КПИ.

### Предотвращение попытки правого переворота
Сторонники этой версии утверждают, что действия «Движения 30 сентября» были направлены на предотвращение переворота, который намечался правой военной группировкой «Совет генералов» на 5 октября — так называемый «День вооружённых сил». Среди руководителей этой группировки называют генералов Яни и Насутиона.

### Столкновение двух внутриармейских группировок
В 1971 году американские учёные Бенедикт Андерсон и Рут Маквей написали статью «Предварительный анализ переворота 1 октября 1965 года в Индонезии» (англ. A Preliminary Analysis of the October 1, 1965, Coup in Indonesia), больше известной как Корнеллский доклад (англ. Cornell Paper) — по названию Корнеллского университета, в котором работали авторы. В своей статье Андерсон и Маквей предположили, что в октябре 1965 года достигло своего апогея противостояние между армейской верхушкой и младшими офицерами, недовольными своим материальным положением. По их мнению, офицеры, руководившие «Движением 30 сентября», стремились использовать авторитет КПИ, которая на тот момент была одной из самых влиятельных партий Индонезии, в своих целях — этим было вызвано, в частности, приглашение на авиабазу Халим Дипы Айдита.

## Историческая оценка и подоплёка событий
Уничтожение третьей по величине в мире коммунистической партии Индонезии (после КПСС и Компартии Китая) в ходе массовых политических убийств оказалось в центре общественной дискуссии в стране с начала 2000-х годов, когда часть уничтоженных общественных и политических активистов стала представлять собой новую версию национального пантеона, формируемого не на официальном уровне, а в различных электронных ресурсах силами общественных активистов. В число героев вошли глава Индонезийской коммунистической партии на момент казни Дипа Айдит, его соратник Нжото Лукман, профсоюзный деятель Ибн Рагла, член Политбюро Коммунистической партии Судисман, деятели индонезийского национального движения Хайрул Саллех и Викана, похитившие Сукарно и Хатту в августе 1945 года с целью заставить их провозгласить независимость. Ранее все эти люди преподносились официальной пропагандой как враги государства.
Первая попытка осознать происшедшее в 1965—1966 годах насилие была предпринята в 1998 году, когда парламент Индонезии создал Комиссию правды и примирения. Однако обсуждение темы оказалось болезненным и вызвало поляризацию общества, хотя одной из целей работы комиссии была как раз его консолидация. Под давлением противников Верховный суд Индонезии запретил деятельность комиссии. Публичное признание массовых убийств требовало оценки участия в расправах не только армии, но и ряда сторонников политического ислама. В этой ситуации общественное обсуждение темы переместилось в англоязычный сегмент Интернета, где это анализировали австралийские и американские журналисты, эксперты и политологи. В самой Индонезии единство взглядов на насилие 1965—1966 годов так и не сформировалось, несмотря на довольно активное использование термина «рembantaian» («убийство» или «резня» в переводе).
В 1999 году был основан фонд Yayasan Penelitian Коп Pembunuhan 1965/1966, исследующий тему массовых убийств. В частности, фонд исследовал массовые захоронения в поселении Демпес (регион Каливиро). Он опровергает ранее принятое официальное мнение о жертвах массовых убийств как о китайских или коммунистических агентах, представляя их как невинные жертвы, подвергая таким образом нарративы, предложенные обществу в середине 1960-х годов. При этом в школьных учебниках утверждается, что события тех лет были неизбежны, их участники руководствовались патриотическими побуждениями, чтобы спасти страну от коммунистической и китайской политической угрозы, а численность жертв этих убийств составляла не сотни тысяч, а всего 80 тысяч человек. Учебники, в которых излагались альтернативные версии, подвергались запретам и сжигались.

## Отражение в искусстве[18]
- «The Year of Living Dangerously», 1982 год
- «Puisi Tak Terkuburkan», 2000 год. Герой фильма — поэт Ибрахим Кадир, убитый в 1965 году.
- «40 Years of Silence: An Indonesian Tragedy». 2006 год. Фильм об истории четырёх семей с Центральной Явы и Бали.
- «The Act of Killing», 2012 год. Аанвар Конго, принимавший участие в убийствах, рассказывает о событиях 1965—1966 годов.
- «Pengkhianatan G30S/PKI» представляет официальную версию борьбы с коммунистической и китайской угрозой.

## Читайте также
- Массовые убийства в Индонезии 1965—1966 годов
- Сукарно
- Сухарто